# Christie Burke
Christie Burke (20 oktober 1989), geboren als Christie Stainthorpe, is een Canadees actrice. Ze speelde in diverse films en series, waaronder The Twilight Saga: Breaking Dawn Part 1 en Part 2, Supernatural en The Haunting of Bly Manor.

## Filmografie

### Film
- 2011: The Twilight Saga: Breaking Dawn Part 1, als tiener Renesmee Cullen
- 2011: Best Day Ever: Aiden Kessler 1994-2011, als Melissa
- 2012: Corwsnest, als Danielle
- 2012: The Twilight Saga: Breaking Dawn Part 2, als tiener Renesmee Cullen
- 2013: A Single Shot, als Ingrid
- 2013: True Love Waits, als Tammy
- 2014: Black Fly, als Paula
- 2016: Love Everlasting, als Clover
- 2017: Still/Born, als Mary
- 2018: Ascension, als Becca

### Televisie
- 2010: Eureka, als meisje van college
- 2010: Tower Prep, als Noelle
- 2013: Restless Virgins, als Madison
- 2014: Almost Human, als Abby McKenzie
- 2014: Falling Skies, als Elise
- 2014: Blackstone, als Chloe
- 2014-2015: Strange Empire, als Miss Logan
- 2015: Ungodly Acts, als Candace
- 2016: Van Helsing, als Emma
- 2017: Supernatural, als Alice / Smash
- 2019: Mystery 101: Playing Dead, als Josie Hart
- 2020: The Haunting of Bly Manor, als oudere Flora Wingrave
- 2021: Maid, als Tania
- 2023-2024: The Ark, als Sharon Garnet
- 2023: Billie the Kid, als Barbara Jones